# 344
| 344                |
| ------------------ |
| Dødsfald - Fødsler |
|                    |

| Gregoriansk kalender | 344 CCCXLIV             |
| Ab urbe condita      | 1097                    |
| Armensk kalender     | I/T                     |
| Kinesiske kalender   | 3040 – 3041 癸卯 – 甲辰 |
| Etiopisk kalender    | 336 – 337               |
| Jødisk kalender      | 4104 – 4105             |
| Hindukalendere       |                         |
| - Vikram Samvat      | 399 – 400               |
| - Shaka Samvat       | 266 – 267               |
| - Kali Yuga          | 3445 – 3446             |
| Iransk kalender      | 278 BP – 277 BP         |
| Islamisk kalender    | 287 BH – 286 BH         |

Se også 344 (tal)

## Begivenheder
- Slaget ved Singara